# شهرستان چرنیشکوفسکی
شهرستان چرنیشکوفسکی (به لاتین: Chernyshkovsky District) یک شهرستان در روسیه است که در استان ولگوگراد واقع شده‌است.